# Івановиці-Набокув
Івановиці-Набокув (пол. Iwanowice-Naboków) — село в Польщі, у гміні Опатув Клобуцького повіту Сілезького воєводства.
Населення — 131 особа (2011).
У 1975-1998 роках село належало до Ченстоховського воєводства.

## Демографія
Демографічна структура станом на 31 березня 2011 року:
|          | Загалом | Допрацездатний вік | Працездатний вік | Постпрацездатний вік |
| -------- | ------- | ------------------ | ---------------- | -------------------- |
| Чоловіки | 67      | 17                 | 44               | 6                    |
| Жінки    | 64      | 12                 | 37               | 15                   |
| Разом    | 131     | 29                 | 81               | 21                   |